# Oil & Gas Journal
«Oil & Gas Journal» (www.ogj.com; також Oil and Gas Journal) — щотижневий журнал США в галузі нафти і газу, що розповсюджується і має авторитет у всьому світі. Журнал є одним з лідерів галузі.

## Історія
Журнал був заснований 1902 року в місті Бомонт, штат Техас, США, після відкриття там покладів нафти родовища Spindletop. Початкова назва — Oil Investor's Journal (Журнал нафтоінвестора). Коли розвідані поклади нафти поширились уздовж узбережжя затоки, журнал переїхав до Г'юстона.
У 1910 році журнал був придбаний Патріком К. Бойлом, видавцем із багаторічним досвідом з нафтового міста Деррік в Пенсильванії. Він ненадовго перевіз видання до Сент-Луїса, штат Міссурі, зрештою, наразі штаб-квартира редакції розташовується в місті Талса, штат Оклахома.
У 1994 році видання створило онлайн-версію www.ogj.com.
Журнал публікує новини в галузі розвідки рідких вуглеводнів, буріння, видобутку та викидів, прогнозування, переробки та транспортування. Публікуються новини, аналітика, огляди передових технологій та статистика. Цільовою аудиторією є геологи, інженери, менеджери та вищі керівники в нафтогазовій і супутніх галузях. База даних LexisNexis описує "Oil & Gas Journal" як авторитетне джерело нафтової галузі, спрямоване на інженерів, управління нафтою та керівників нафтогазової галузі.
2011 року журнал мав близько 20 000 передплатників друкованої версії та близько 80 000 підписників на версію онлайн.
Видавцем журналу довгий час була корпорація PennWell.
2018 року власника PennWell придбала британська компанія Clarion Events, що належить The Blackstone Group. У 2019 році Clarion продала кілька підрозділів PennWell включно з Oil & Gas компанії Endeavor Business Media. 

## Виноски
1. 1 2 3 4  The ISSN portal — Paris: ISSN International Centre, 2005. — ISSN 0030-1388
2. ↑  PennWell Corp. and NewBay Media Acquired By UK Firms. Folio. 4 квітня 2018. Процитовано 1 вересня 2018.
3. ↑  Endeavor Business Media Buys Several PennWell Titles from Clarion Events. Folio. 25 лютого 2019. Процитовано 29 листопада 2019.